# Crêpe de Chine

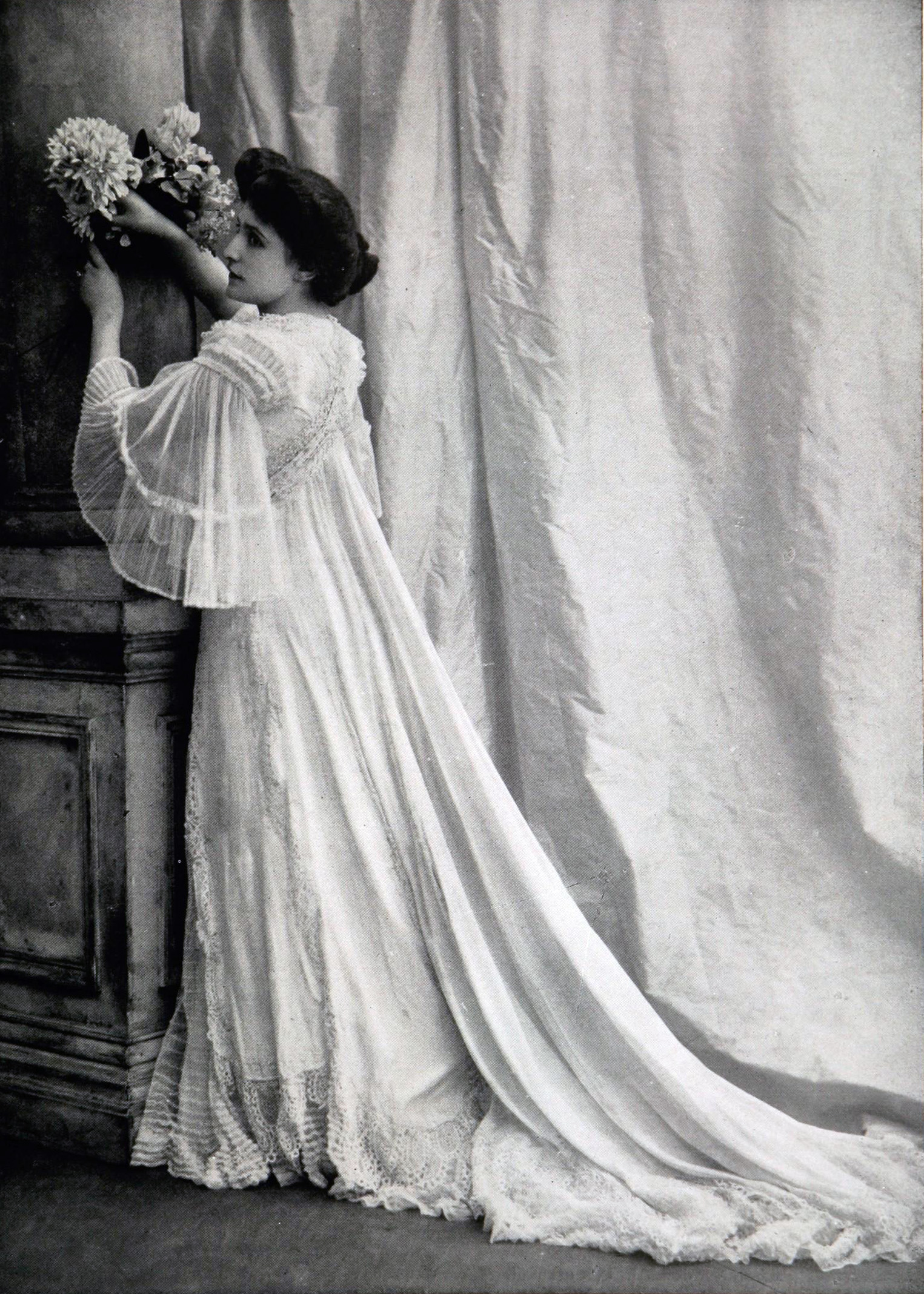
Damenrobe aus Crêpe de Chine (Redfern, 1910)

Crêpe de Chine [Aussprache] , auch China-Krepp oder Crêpe Mongole, ist eine Handelsbezeichnung für einen geschmeidig fallenden Stoff aus Seide oder synthetischen Filamentgarnen.
Dieser leinwandbindige hauchfeine, durchsichtige Halbkrepp entsteht durch die Verwendung von wenig gedrehten glatten Kettgarnen und wechselnd 2Z-Draht und 2S-Draht gedrehtem Crêpe-Garn im Schuss.
Gute Qualitäten haben einen dezenten narbigen Kreppcharakter. Der ursprüngliche Materialeinsatz war eine Grege-Kette und ein Bombyxkrepp-Schuss.
Crêpe de Chine aus Naturseide ist handwarm waschbar und unter einem feuchten Tuch von links mit der Einstellung 1 Punkt zu bügeln.
Verwendung findet der China-Krepp für Tücher, Schals, Krawatten, Blusen, festliche Kleidung und Nachtwäsche.

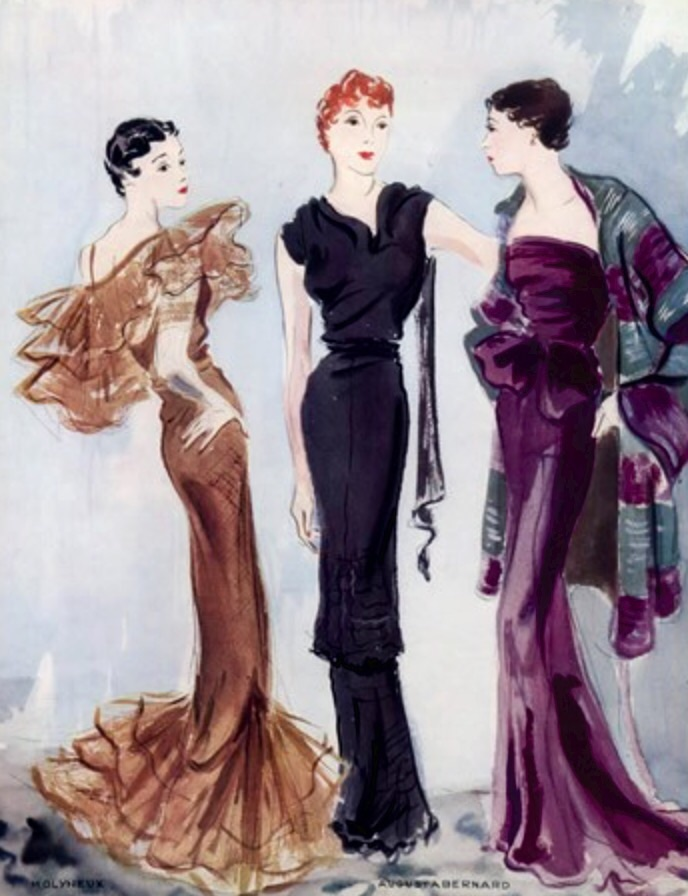
Drei Kleider von Augusta Bernard (1935)

Die französische Modeschöpferin Augusta Bernard  (* 1886; † 1946) hatte in den 1920er und 1930er Jahren mit ihren bevorzugt pastellfarbenen und weißen, schräg zum Fadenlauf geschnittenen Kleidern aus Crêpe de Chine großen Erfolg.